# Associazione Sportiva Lucchese Libertas 2002-2003
Questa voce raccoglie le informazioni riguardanti l'Associazione Sportiva Lucchese Libertas nelle competizioni ufficiali della stagione 2002-2003.

## Stagione
Nella stagione 2002-2003 la Lucchese ha partecipato al trentesimo campionato di terza serie della sua storia, in Serie C1, inserita nel girone A. Confermato l'allenatore della passata stagione Francesco D'Arrigo, ma dopo dole quattro giornate di campionato con cinque punti raccolti, viene chiamato al suo posto Osvaldo Jaconi. Al termine del campionato la squadra rossonera ha raccolto 42 punti, per ottenere la salvezza deve disputare i Play-out, nei quali affronta l'Alzano Virescit, nel doppio confronto, (1-2) all'andata a Bergamo e (1-1) nel ritorno a Lucca, riesce a mantenere la categoria. Partecipa anche alla Coppa Italia Tim Cup inserita nel gruppo 1 che ha promosso la Sampdoria. Mentre nella Coppa Italia di Serie C supera nei sedicesimi il Tivoli nel doppio confronto, dopo i calci di rigore (4-5), poi negli ottavi viene eliminata nel doppio confronto dal Padova.

## Rosa

Il giovane difensore Felice Piccolo: il neoacquisto, al debutto tra i professionisti dopo le giovanili juventine, sarà tra i migliori elementi rossoneri della stagione.

| N. |                    | Ruolo | Calciatore                |
| -- | ------------------ | ----- | ------------------------- |
|    | Italia (bandiera)  | P     | Massimo Gazzoli           |
|    | Italia (bandiera)  | P     | Michele Tambellini        |
|    | Italia (bandiera)  | D     | Gabriele Federico Baraldi |
|    | Italia (bandiera)  | D     | David Bianchini           |
|    | Italia (bandiera)  | D     | Riccardo Bonetto          |
|    | Italia (bandiera)  | D     | Stefano Citterio          |
|    | Italia (bandiera)  | D     | Luca Del Chiaro           |
|    | Brasile (bandiera) | D     | Fábio Eduardo Cribari     |
|    | Mali (bandiera)    | D     | Souleymane Diamoutene     |
|    | Italia (bandiera)  | D     | Corrado Ferracuti         |
|    | Italia (bandiera)  | D     | Pietro Fusco              |
|    | Italia (bandiera)  | D     | Andrea Masiello           |
|    | Italia (bandiera)  | D     | Matteo Matteazzi          |
|    | Italia (bandiera)  | D     | Felice Piccolo            |

| N. |                   | Ruolo | Calciatore          |
| -- | ----------------- | ----- | ------------------- |
|    | Italia (bandiera) | C     | Angelo Buglio       |
|    | Italia (bandiera) | C     | Alfredo Femiano     |
|    | Italia (bandiera) | C     | Michele Gelsi       |
|    | Italia (bandiera) | C     | Francesco Marianini |
|    | Italia (bandiera) | C     | Simone Masini       |
|    | Italia (bandiera) | C     | Davide Olivares     |
|    | Italia (bandiera) | C     | Angelo Paradiso     |
|    | Italia (bandiera) | C     | Vanni Pessotto      |
|    | Italia (bandiera) | C     | Gianpietro Piovani  |
|    | Italia (bandiera) | C     | David Stefani       |
|    | Italia (bandiera) | A     | Eupremio Carruezzo  |
|    | Italia (bandiera) | A     | Andrea Deflorio     |
|    | Italia (bandiera) | A     | Massimiliano Memmo  |
|    | Italia (bandiera) | A     | Cristian Romanelli  |

## Risultati

### Campionato

#### Girone di andata
| Arbitro: | M. Mazzoleni (Bergamo) |

|                      |           |              |
| Banchelli 14’ (rig.) | Marcatori | 70’ Deflorio |

| Arbitro: | Lops (Torino) |

|                       |           |               |
| Olivares 4’ Memmo 52’ | Marcatori | 85’ Romairone |

| Arbitro: | Pantana (Macerata) |

|            |           |           |
| Donghi 12’ | Marcatori | 31’ Memmo |

| Arbitro: | Saveri (Viterbo) |

|              |           |                  |
| Deflorio 71’ | Marcatori | 12’, 46’ Araboni |

| Arbitro: | Giannoccaro (Lecce) |

|  |           |                     |
|  | Marcatori | 8’ Luppi 20’ Myrtaj |

| La Spezia 6 ottobre 2002 6ª giornata | Spezia         | 0 – 0 | Lucchese | Stadio Alberto Picco\| Arbitro: \| Romeo (Verona) \| |
| Arbitro:                             | Romeo (Verona) |       |          |                                                      |

| Arbitro: | Nicoletti (Macerata) |

|  |           |            |
|  | Marcatori | 44’ Miftah |

| Pistoia 20 ottobre 2002 8ª giornata | Pistoiese     | 0 – 0 | Lucchese | Stadio Comunale\| Arbitro: \| Cenni (Imola) \| |
| Arbitro:                            | Cenni (Imola) |       |          |                                                |

| Arbitro: | Mariuzzo (Venezia) |

|               |           |  |
| Carruezzo 62’ | Marcatori |  |

| Cittadella 3 novembre 2002 10ª giornata | Cittadella          | 0 – 0 | Lucchese | Stadio Piercesare Tombolato\| Arbitro: \| Vicinanza (Albenga) \| |
| Arbitro:                                | Vicinanza (Albenga) |       |          |                                                                  |

| Arbitro: | Herberg (Messina) |

|                      |           |              |
| Carruezzo 22’ (rig.) | Marcatori | 76’ Vendrame |

| Arbitro: | Romeo (Verona) |

|                                   |           |              |
| Ambrosi 29’ (rig.) Varricchio 88’ | Marcatori | 18’ Deflorio |

| Arbitro: | Tonolini (Milano) |

|                |           |                   |
| Gasparetto 60’ | Marcatori | 9’, 80’ Carruezzo |

| Arbitro: | Tagliavento (Terni) |

|             |           |          |
| Cribari 54’ | Marcatori | 4’ Gallo |

| Arbitro: | Masin (Cervignano del Friuli) |

|             |           |                                         |
| N. Russo 8’ | Marcatori | 27’ Cribari 62’ Marianini 82’ Carruezzo |

| Arbitro: | M. Mazzoleni (Bergamo) |

|  |           |           |
|  | Marcatori | 51’ Succi |

| Arbitro: | C. Rodomonti (Teramo) |

|                            |           |  |
| La Canna 21’ Andreotti 65’ | Marcatori |  |

#### Girone di ritorno
| Lucca 5 gennaio 2003 18ª giornata | Lucchese        | 0 – 0 | Carrarese | Stadio Porta Elisa\| Arbitro: \| Zambon (Padova) \| |
| Arbitro:                          | Zambon (Padova) |       |           |                                                     |

| Arbitro: | Santucci (Reggio Calabria) |

|                 |           |           |
| Romairone 90+1’ | Marcatori | 76’ Memmo |

| Arbitro: | Tonin (Piombino) |

|  |           |              |
|  | Marcatori | 84’ Foschini |

| Arbitro: | Ferraro (Crotone) |

|                         |           |                |
| Carobbio 4’ Bonazzi 30’ | Marcatori | 90+3’ Pessotto |

| Arbitro: | Rocchi (Firenze) |

|                                  |           |              |
| Confalone 45’, 62’ Chiaretti 47’ | Marcatori | 4’ Carruezzo |

| Arbitro: | Tagliavento (Terni) |

|               |           |  |
| Carruezzo 62’ | Marcatori |  |

| Reggio Emilia 16 febbraio 2003 24ª giornata | Reggiana          | 0 – 0 | Lucchese | Stadio Giglio\| Arbitro: \| Damato (Barletta) \| |
| Arbitro:                                    | Damato (Barletta) |       |          |                                                  |

| Lucca 2 marzo 2003 25ª giornata | Lucchese          | 0 – 0 | Pistoiese | Stadio Porta Elisa\| Arbitro: \| Ferraro (Crotone) \| |
| Arbitro:                        | Ferraro (Crotone) |       |           |                                                       |

| Arbitro: | Celi (Bari) |

|  |           |            |
|  | Marcatori | 6’ Piccolo |

| Arbitro: | C. Rubino (Salerno) |

|                                                  |           |            |
| Carruezzo 52’ Zanon 65’ (aut.) Turato 69’ (aut.) | Marcatori | 31’ Scarpa |

| Arbitro: | Damato (Barletta) |

|                  |           |  |
| Testini 22’, 81’ | Marcatori |  |

| Arbitro: | Marelli (Como) |

|                             |           |  |
| Carruezzo 20’ Piovani 90+2’ | Marcatori |  |

| Arbitro: | Ferraro (Crotone) |

|                      |           |  |
| Carruezzo 79’ (rig.) | Marcatori |  |

| Arbitro: | Squillace (Catanzaro) |

|              |           |              |
| Chianese 69’ | Marcatori | 86’ Olivares |

| Lucca 27 aprile 2003 32ª giornata | Lucchese         | 0 – 0 | Lumezzane | Stadio Porta Elisa\| Arbitro: \| Liberti (Genova) \| |
| Arbitro:                          | Liberti (Genova) |       |           |                                                      |

| Arbitro: | Ciampi (Roma) |

|           |           |               |
| Succi 31’ | Marcatori | 51’ Carruezzo |

| Arbitro: | M. Mazzoleni (Bergamo) |

|               |           |             |
| Carruezzo 76’ | Marcatori | 90+3’ Tatti |

### Play-out
| Arbitro: | Giannoccaro (Lecce) |

|           |           |                             |
| Torri 66’ | Marcatori | 76’ Carruezzo 84’ Ferracuti |

| Arbitro: | Cenni (Imola) |

|             |           |              |
| Piovani 23’ | Marcatori | 73’ Augliera |

### Coppa Italia Tim Cup

#### Primo girone
| Arbitro: | Trentalange (Torino) |

|                     |           |                                       |
| Deflorio 25’ (rig.) | Marcatori | 11’ Mutarelli 76’ (rig.) De Francesco |

| Arbitro: | De Marco (Chiavari) |

|                |           |              |
| Tiribocchi 49’ | Marcatori | 26’ Citterio |

| Arbitro: | Trefoloni (Siena) |

|                      |           |              |
| Carruezzo 28’ (rig.) | Marcatori | 14’ Iacopino |

### Coppa Italia di Serie C

#### Sedicesimi di finale
| Arbitro: | Lioce (Molfetta) |

|              |           |                 |
| Virgilio 44’ | Marcatori | 12’, 57’ Masini |

| Arbitro: | Fiori (Perugia) |

|                                             |                      |                                              |
| Memmo 67’ (rig.)                            | Marcatori            | 53’ Martini 73’ Virgilio                     |
| Buglio Romanelli Masini Del Chiaro Masiello | Tiri di rigore 5 – 4 | Di Matteo Pesoli Palermo Martini Mastroianni |

#### Ottavi di finale
| Arbitro: | Bernardoni (Modena) |

|                                                          |           |              |
| Cerbone 37’ Ginestra 55’, 74’, 78’ Centofanti 67’ (rig.) | Marcatori | 6’ Romanelli |

| Arbitro: | Pierpaoli (Firenze) |

|           |           |                        |
| Gelsi 28’ | Marcatori | 25’ Succi 45’ Rossetti |